# Alcalde de la cuadra
Se llamaba alcalde de la cuadra al alcalde de la Sala del Crimen de la Audiencia de Sevilla.
Era juez togado y, fuera de su tribunal, tenía jurisdicción civil en su territorio. En estos alcaldes se transfirió la jurisdicción que antes tenían los alcaldes mayores de la ciudad. Dado que la sala capitular de su ayuntamiento se llamaba "cuadra", les daban el nombre de "alcaldes de la cuadra" a los de aquella audiencia.